# Сопью (приток Вычегды)
Сопью — река в России, протекает по Республике Коми. Устье реки находится в 4 км по левому берегу безымянной протоки Вычегды. Длина реки составляет 34 км. Имеет 2 притока: Нюмлэд и Монвож.

## Данные водного реестра
По данным государственного водного реестра России относится к Двинско-Печорскому бассейновому округу, водохозяйственный участок реки — Вычегда от города Сыктывкар и до устья, речной подбассейн реки — Вычегда. Речной бассейн реки — Северная Двина.
Код объекта в государственном водном реестре — 03020200212103000022927.